# Žihárec
Žihárec est un village de Slovaquie situé dans la région de Nitra.

## Histoire
Première mention écrite du village en 1251.

## Démographie

### Évolution de la population
| Année:               | 1994. | 2004.   | 2014.   | 2024.    |
| -------------------- | ----- | ------- | ------- | -------- |
| Nombre de personnes: | 1621  | 1614    | 1634    | 1857     |
| Différence:          |       | -0,43 % | +1,23 % | +13,64 % |

| Année:               | 2023. | 2024.   |
| -------------------- | ----- | ------- |
| Nombre de personnes: | 1842  | 1857    |
| Différence:          |       | +0,81 % |